# Óscar Rubio
Óscar Rubio Fauria (n. 14 mai 1984 la Lleida, Catalonia) este un fotbalist spaniol care joacă pentru Alavés pe posturile de fundaș și mijlocaș dreapta.